# Cauchemars et Superstitions
Pour plus de détails, voir Fiche technique et Distribution.
Cauchemars et Superstitions (When the Clouds Roll by) est un film américain réalisé par Victor Fleming, sorti en 1919.

## Synopsis
Comédie mettant en scène plusieurs star du cinéma qui se jouent des mauvais tours les uns aux autres...

## Fiche technique
- Titre original : When the Clouds Roll by
- Titre français : Cauchemars et Superstitions
- Réalisation : Victor Fleming
- Scénario : Thomas J. Geraghty et Douglas Fairbanks
- Photographie : William C. McGann et Harris Thorpe
- Production : Douglas Fairbanks
- Pays de production : États-Unis
- Format : Noir et blanc - 1,33:1 - Film muet
- Genre : comédie
- Date de sortie : 
  - États-Unis : 28 décembre 1919
  - France : 1er septembre 1922[1]

## Distribution
- Douglas Fairbanks : Daniel Boone Brown
- Albert MacQuarrie : Hobson
- Kathleen Clifford : Lucette Bancroft
- Frank Campeau : Mark Drake
- Ralph Lewis : Curtis Brown
- Herbert Grimwood : Dr. Ulrich Metz
- Bull Montana : The Nightmare
- Victor Fleming
- William C. McGann
- George Kuwa (non crédité)
- Babe London (non créditée)